# 張景琦
張景琦（1463年—1503年），字廷良，浙江紹興府山陰縣人，民籍，明朝政治人物。

## 生平
成化十九年（1483年）癸卯科浙江鄉試第六十一名舉人。成化二十三年（1487年）中式丁未科會試第四十一名，二甲第八十五名進士，授主事。因忤逆内宦，出任大名府通判，官至桂林府知府。

## 家族
高祖父張希勝；曾祖父張弼；祖父張蘊輝，封兵科給事中；父張以弘，布政使司左參議。母董氏（贈孺人）；繼母裘氏（封孺人）。具庆下。兄张景雍；张景明（贡士）；张景龙（義官）。弟景旦、景奭。
有子張元沖，官江西巡抚。